# Фланель
Флане́ль — хлопчатобумажная, шерстяная или полушерстяная ткань полотняного или саржевого переплетения, с пушистым двусторонним или односторонним равномерным редким начёсом-ворсом. Поверхностная плотность 170—257 г/м².

## Изготовление
Фланель делают преимущественно с помощью полотняного, когда основные и дополнительные (уток) волокна перекрещиваются в шахматном порядке, или саржевого (с каждой последующей нитью система пересечения нитей смещается на 1, 2 или более нитей, что придаёт ей характерный внешний вид «диагональ») переплетения.  Первоначально ткань выпускали исключительно из шерсти овец мериносов, однако, в дальнейшем фланель стали делать не только на базе шерсти, но также полушерсти или хлопка. Кроме этого, производители периодически разбавляют натуральные волокна синтетическими компонентами.
Фланель выпускается набивной, гладкокрашеной и отбелёной. Также принято различать шерстяные фланели на две большие группы в зависимости от того, какая именно пряжа идёт в ход при производстве ткани: woolen (woollen) и worsted. Для производства пряжи woolen, которую в России иногда называют кардной, используется смесь волокон разной длины, причём эти волокна не проходят выравнивание. Соответственно, ткань из такой пряжи ровной, «прилизанной» и идеально гладкой не будет. Woolen обычно мягче и приятнее worsted, но при этом она менее износостойкая, прочная, долговечная Она может казаться более «рыхлой» и уютной. Кроме того, она нередко толще и тяжелее, чем фланель worsted, которую ещё называют камвольной фланелью. Пряжу worsted нередко называют гребенной. Предназначенные для её производства волокна разделяют, распрямляют, вытягивают и выравнивают, причём отбираются только длинные волокна, а короткие отсекаются..

## Достоинства и недостатки

### Достоинства
- натуральность. Чаще всего изготавливается из хлопка и шерсти, потому гипоаллергенная и безопасная. Именно потому из нее шьют постельное белье и одежду для новорожденных.
- хорошо сберегает тепло.
- гигроскопичность.
- пропускает воздух, несмотря на плотность.
- хорошо держит форму.

### Недостатки
- долго сохнет.
- при длительной носке образовываются катыши.
- горячая вода усаживает ткань.

## Использование
Хорошо подходит для одежды в межсезонье, в прохладную погоду. Фланель подходит как для деловых, так и для неформальных костюмов. Долгое время костюм из серой фланели считался основой мужского гардероба, что нашло своё отражение в искусстве.
В настоящее время популярность фланелевых костюмов несколько снизилась, но фланель осталась в ходу как прекрасный материал для непарных брюк. Бернхард Рётцель, известный специалист в области мужской одежды и стиля, пишет, что «брюки из серой фланели — это классический аккомпанемент спортивному пиджаку».
Фланель долгое время использовалась в российской армии в качестве зимних портянок. Эта традиция была введена ещё при Петре I и была отменена 23 ноября 2007 года.
До середины XX века в России, а затем и в СССР фланель применялась для изготовления тёплого (зимнего) нижнего белья (как женского, так и мужского).
Популярна в качестве пелёнок для новорождённых. Может быть наклеена на молоточки в фортепиано.